# Semiozërnyy Rayon
Semiozërnyy Rayon (kazakiska: Semīozernoe Aūdany) är ett distrikt i Kazakstan.   Det ligger i oblystet Qostanaj, i den nordvästra delen av landet, 500 km väster om huvudstaden Astana.